# Angamiana aetherea
Angamiana aetherea is een insect dat behoort tot de cicaden (Auchenorrhyncha) en de familie Cicadidae.

## Beschrijving
Deze soort gebruikt zijn zang, net zoals andere cicaden, voor het aanlokken voor vrouwtjes en het afbakenen van zijn territorium. Het dier heeft een gedrongen lichaam met vliezige, gele voorvleugels.

## Verspreiding en leefgebied
Deze soort komt voor in India.